# Deweyville (Utah)
Deweyville és una població dels Estats Units a l'estat de Utah. Segons el cens del 2000 tenia 278 habitants.

## Demografia
Segons el cens del 2000, Deweyville tenia 278 habitants, 98 habitatges, i 68 famílies. La densitat de població era de 16,6 habitants per km².
Dels 98 habitatges en un 31,6% hi vivien nens de menys de 18 anys, en un 58,2% hi vivien parelles casades, en un 6,1% dones solteres, i en un 30,6% no eren unitats familiars. En el 29,6% dels habitatges hi vivien persones soles el 13,3% de les quals corresponia a persones de 65 anys o més que vivien soles. El nombre mitjà de persones vivint en cada habitatge era de 2,84 i el nombre mitjà de persones que vivien en cada família era de 3,57.
Per edats la població es repartia de la següent manera: un 30,2% tenia menys de 18 anys, un 12,9% entre 18 i 24, un 20,9% entre 25 i 44, un 23,7% de 45 a 60 i un 12,2% 65 anys o més.
L'edat mediana era de 33 anys. Per cada 100 dones de 18 o més anys hi havia 98 homes.
La renda mediana per habitatge era de 43.750 $ i la renda mediana per família de 58.750 $. Els homes tenien una renda mediana de 42.500 $ mentre que les dones 26.250 $. La renda per capita de la població era de 20.260 $. Entorn del 5% de les famílies i el 5,6% de la població estaven per davall del llindar de pobresa.

## Poblacions més properes
El següent diagrama mostra les poblacions més properes.